# Mercury Cougar
La Cougar è un'autovettura prodotta dalla Mercury a partire dal 1967 che viene inserita in quelle definite generalmente come muscle-car. Durante trentacinque anni di produzione, fino al 2002, è stata più volte rivisitata portando a otto serie distinte, concluse con la versione commemorativa 35TH Anniversary.

## Prima serie (1967-1970)
Uscita alla metà del 1964, la Ford Mustang godeva di grande popolarità all'epoca. Come naturale evoluzione della gamma, la Ford, proprietaria del marchio Mercury, decide di produrre una versione esclusiva di quest'ultima, cioè la Mercury Cougar resa disponibile in versione coupé e hardtop.
Rispetto alla Mustang, la Cougar ha il passo più lungo di circa 8 cm e il corpo vettura comprende fari a scomparsa e hard-top. Anche le sospensioni sono state riviste per migliorare il comfort di marcia.
La vettura viene proposta in due versioni, e cioè quello base e il più lussuoso XR-7, entrambi abbinati al pacchetto sportivo GT-E.
La motorizzazione iniziale del modello del 1967 è un V8 OHV da 289 ci e 200 CV, a cui si affiancano un 289ci da 220 CV, un 390ci da 324 CV e, al top della gamma, un V8 390ci da 335 CV. La gamma non prevede motori 6 cilindri per differenziarla dalla Mustang.
La Cougar, dopo aver stretto un accordo con Dan Gurney, viene iscritta nel 1967 nel campionato SCCA Trans-Am. Per celebrare l'evento, la Mercury produce una piccola serie di vetture Gruppo 2 con prestazioni equivalenti alle Shelby GT 350.